# برايان روس (مهندس)
برايان روس (بالإنجليزية: Brian Ross)‏ هو مهندس أمريكي، ولد في 1960.

## وصلات خارجية
- برايان روس على موقع Racing-Reference.info (الإنجليزية)